# Emal Gariwal
Emal Gariwal (auch Aimal Gariwal; * 17. Mai 1986 in Kabul, Afghanistan) ist ein afghanischer Fußballtorwart.

## Karriere

### Vereinskarriere
Im Jahr 2009 wechselte Gariwal zum Ordu Kabul FC in die Afghanistan Premier League, der heutigen Kabul Premier League. Seit 2015 spielt er auch in der 1. afghanischen Liga bei De Abasin Sape. Er debütierte am 28. August 2015 im ersten Gruppenspiel gegen Oqaban Hindukush (1:1). Nach nur einem Punkt aus drei Spielen wurde De Abasin Sape Letzter in der Gruppe; Gariwal kam dabei in allen drei Spielen zum Einsatz.

### Nationalmannschaft
Erstmals in die Nationalmannschaft wurde Gariwal für den AFC Challenge Cup 2006 nominiert, wo er ohne Einsatz blieb. Der Torwart wurde von Nationaltrainer Mohammad Yousef Kargar im Juli 2008 in den Kader für den AFC Challenge Cup 2008 nominiert. Er absolvierte sein Debüt in  am 1. August 2008 im zweiten Gruppenspiel gegen Turkmenistan (0:5), wo er im Spielverlauf gegen Shamsuddin Amiri ausgewechselt wurde. Das Turnier beendete Afghanistan nach drei Niederlagen aus drei Spielen auf dem letzten Platz.
Anschließend wurde Gariwal nicht mehr für die Nationalmannschaft berücksichtigt. Erst für die letzten WM-2018-Qualifikationsspiele gegen Japan (0:5) am 24. März und Singapur (2:1) am 29. März 2016 wurde er wieder nominiert. Er kam in den beiden Spielen jedoch nicht zum Einsatz.